# Мідгард (роман)
Мідгард (нім. Midgard) — фантастичний роман Вольфганга і Хайке Гольбайн, опублікований в 1987 році, в якому головною складовою є елементи германо — скандинавської міфології.

## Стислий сюжет
У романі йдеться про 14-річного хлопчика на ім'я Лів. Він живе зі своїми названими батьками Осруном та Фієлою, двома зведеними братами та старою бабусею на ім'я Скалла. Вони мешкають у маєтку на краю країни Мідгард. Сам Лів родом не з Мідґарду. Його, ще немовлям, знайшов на березі Осрун, у невеликому поглибленні з золотого листа. Лів часто спить вдень, та Осрун не терпить цього, вважаючи, що денний сон робить Ліва слабкішим і завадить йому працювати. Також він не терпить, коли стара Скалла розповідає Лівові стародавні скандинавські оповіді.
Одного разу, коли піднімається великий шторм, Лів бачить на узбережжі чужий корабель, Наґльфар, передвісник Великої зими — Фімбулвінтер. У дворі йому ніхто, крім Скалли, не вірить. Через кілька днів Лів втрачає корову під час шторму і шукає її, боячись, що Осрун його покарає.
У лісі Лів спостерігає за битвою між асом Бальдуром  і Ферніром. Бальдур приймає Ліва за його брата-близнюка Лівтрасила, та намагається вбити Ліва, але з'явиляється Норна та запобігає найгірше. Лів непритомніє, і його знаходить в лісі Осрун.
Шторм не припиняється, тоді Скалла розповідає Ліву легенду: Мідгард — це земля смертних. Але спочатку цей світ повинен був стати полем битви, коли настане страшний час Рагнарок. Тоді Землі зануряться в крижану холоднечу, тому що настане Велика зима Фімбульвінтер. Коли сини Муспельгейма на чолі з Гель битимуться з асами у фінальній битві, Мідґард буде знищений. Зі Світового океану повстане Нова земля. Але в «Пророкуванні вельви» нічого не говориться про «новий» або «інший» Мідґард. За переказами, дивом врятуються дві людини: два брати — Лів та Лівтрасил. В Едді зазначено, що вони сховаються у Лісі Годміміра, проте ніде не сказано, де саме він знаходиться: можливо, навіть в інших світах.
Лів тікає з дому і відправляється на пошуки свого брата Лівтрасила.
У своїх пошуках він зустрічає короля ельфів Ойгеля, який рятує його від зграї вовків. Разом з Ойгелем Лів сідає на корабель Норни-богині долі — Скульд, що має привести його до Асгарду — місту асів. Однак обидва піддаються нападу змія Йормунганда, і, врешті-решт, їх обох бере в полон Сурт — вогнений велетень. Їх доставляють до Муспельгейма, де їм разом з Бальдуром загрожує смерть. Тут Лів вперше зустрічається зі своїм братом — Лівтрасилом. Їм вдається втекти. Цим вони не наражають на небезпеку пророцтво, згідно якому ці двоє повинні зустрітися на полі бою.
Рятуючись від Сурта і його велетнів Лів із супутниками перетинають Гель — Підземний світ, де біля коріння Світового Ясена Іггдрасілль знаходять загублений Тору Молот Мйольнір, і ранять дракона Нідхегге та вбивають стража пекла, Цербера Ґарма.
Зрештою герої добираються до Асгарда, де Аси приязно приймають Ліва. Щоб підготуватися до Останньої Битви, часу Рагнарок та Сутінків богів, Аси навчають Ліва битися, готують з нього воїна.
Аси готуються також до боротьби за свою батьківщину — Асенгард. В цій боротьбі їм повинен допомогти Йотун — Крижаний велетень (Eisriese). Але він висуває вимогу — за свою допомогу він хоче володіти богинею Фреєю та двома її дітьми: Сонцем та Місяцем. Аси погодилися. Незадовго до завершення Тор виманює за допомогою кобили коня, що допомагає Йотуну. Без коня Йотун не може повністю закінчити свою роботу і в гніві нападає на Одіна та інших Асів, причому він і Бальдур гинуть. Локі — Асі, який дав завдання велетню побудувати стіну, кидає боротьбу та біжить до Суртуру.
Лів, Один і Тор відправляються в погоню за Локі. Вночі Лів крадькома тікає з конем Одіна Слейпніром.
Він досягає Джерела Урд під світовим Іггдрасіллем, де Норни дають йому уявлення про його долю. Колодязь пророкує про те, що люди створили богів Мідґарда відповідно до своїх уявленнь, звідси і війна, і загибель.
Покидаючи Джерело Урд, Лів відправляється додому, до Осруна, але його двір порожній. Лів починає розуміти, що йому більше нема місця серед людей, оскільки вони звинувачують його у Фімбулвінтері і пов'язаних з цим конфліктах, нестачі їжі і житла, а також у всіх стражданнях. Він повертається до Асенгарду разом з Одіном і Тором, щоб остаточно перемогти у битві проти Рагнароку.
У битві гинуть всі боги і істоти. Зрештою, Лів, Суртур і Лівтрасил стикаються один проти одного. Коли Суртур намагається задушити Ліва, його рятує Лівтрасил — він пронизує Суртура списом. Лів намагається боротися з Лівтрасилом, як того вимагало пророцтво, але Лівтрасил відмовляється від бою і заспокоює Ліва: вони єдині, хто вижив в цій битві, і саме їм доведеться визначати долю нового світу. Лівтрасил знімає шолом, і тоді з'ясовується, що насправді він — жінка — сестра Ліва.

## Підґрунтя
Вольфганг і Хайке Гольбайн використовують світ німецьких саг лише в якості підгрунтя для цієї історії. Вони взяли героїв з різних відомих саг, але поставили їх в зовсім інші умови, і діють вони зовсім в іншому контексті: наприклад Рагнарок відбувається взагалі без Ліва та Ливтрасила (правильно: Лівтрасир). Обидва (і Лів і Лівтрасил) діють тільки як єдина людина, яка переживає Фімбулвінтер. Крім того, в романі гендери міняються місцями: в німецькій міфології Лів — жінка, а Лівтрасил-чоловік.